# Balavé
Balavé ist sowohl eine Gemeinde (französisch commune rurale) als auch ein dasselbe Gebiet umfassendes Departement im westafrikanischen Staat Burkina Faso in der Region Boucle du Mouhoun und der Provinz Banwa. Im Jahr 2006 hatte die Gemeinde in 8 Dörfern 16.200 Einwohner, in der Mehrzahl Bobo.